# ام‌واپه موسوندا
ام‌واپه موسوندا (انگلیسی: Mwape Musonda؛ زادهٔ ۸ نوامبر ۱۹۹۰) بازیکن فوتبال اهل زامبیا است که در پست مهاجم برای باشگاه فوتبال بلک لئوپاردز در لیگ برتر فوتبال آفریقای جنوبی بازی می‌کند.
وی همچنین در تیم ملی فوتبال زامبیا بازی کرده است.